# Dangur
Dangur (ou parfois Dangura) est un woreda de la zone Metekel de la région Benishangul-Gumuz, à l'ouest de l'Éthiopie. La ville principale est Manbuk.

## Situation
Le woreda est bordé au nord-est par la zone Agew Awi de la région Amhara et à l'est par le woreda spécial Pawe tandis que ses autres voisins font partie comme lui de la zone Metekel.
|         |        | Jawi    |
| Guba    | Dangur | Pawe    |
| Wenbera | Bulen  | Mandura |

Son chef-lieu Manbuk (aussi appelé Manibuk ou Mambuk) se trouve à l'est du woreda, à environ 1 200 m d'altitude, au pied du mont Belaya qui est le point culminant du woreda à près de 2 300 m d'altitude. Le mont Dangur qui donne son nom au woreda est dans la même chaîne de montagnes,,.
Manbuk est desservi par la route Guba-Enjebara.
Le woreda fait partie du bassin versant du Nil Bleu par les affluents en rive droite de la rivière Beles qui est sa limite sud et par les affluents en rive gauche de la rivière Dinder prennant leur source dans le woreda.

## Histoire
Comme toute la zone Metekel, le territoire du woreda faisait partie avant 1995 de l'awraja Metekel dans la province du Godjam.
La limite avec le woreda Guba aurait évolué[à vérifier] : une carte de 2006 montre un tracé compatible avec les superficies estimées à 8 387 km2 pour Dangur et 3 896 km2 pour Guba en 2005[réf. souhaitée] mais le tracé est sensiblement différent sur des cartes plus récentes, le territoire de Guba s'étendant au détriment de l'ancienne partie nord-ouest de Dangur.

## Population
Au recensement de 2007, le woreda a 48 537 habitants et 83 % de la population est rurale.
En 2020, sa population est estimée, par projection des taux de 2007, à 64 595 personnes.